# Industria del tabacco
L'industria del tabacco designa le imprese impegnate nella produzione, la commercializzazione e la distribuzione di prodotti a base di tabacco.
Nata nel XVII secolo, questa industria si caratterizza attualmente per la natura multinazionale delle imprese che la compongono e la intensissima attività lobbistica da esse condotta a scopo di autoconservazione, a fronte delle crescenti campagne sugli effetti del tabagismo sulla salute.

## Storia

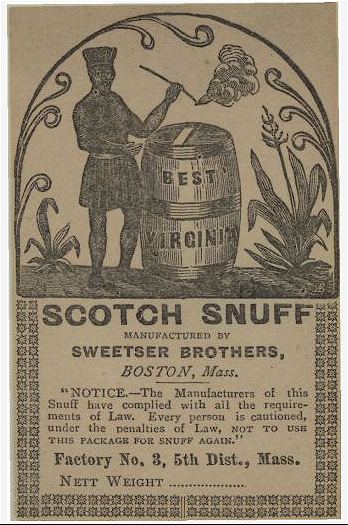
Scotch snuff della Sweetser Brothers, Boston, 1840

Il tabacco è una pianta originaria delle Americhe e storicamente una coltura molto importante per gli agricoltori americani. Dal 1617 al 1793 il tabacco è stato la materia prima d'esportazione più preziosa proveniente dalle colonie inglesi, e fino agli anni 1960 gli Stati Uniti d'America sono stati il più grande paese produttore ed esportatore di tabacco del mondo.

### L'industria del tabacco nel XX secolo
A partire dalla metà del XX secolo, l'industria del tabacco fu pioniera di numerose campagne pubblicitarie a budget elevato che, facendo leva sulle pubbliche relazioni, hanno nascosto e sottostimato i pericoli per la salute. Ciononostante, nel 1964, le prove epidemiologiche concludenti degli effetti mortali del tabagismo seguite da normative restrittive hanno progressivamente modificato l'immagine del tabacco nell'opinione pubblica.
Nondimeno i produttori di tabacco hanno continuato a ricevere aiuti pubblici, in particolare attraverso la Politica agricola comune (PAC) nell'Unione europea. A seguito della riforma della PAC del 2006, gli aiuti alla produzione di tabacco in Europa non sono più legati alla quantità prodotta, ma hanno ceduto il posto in Italia ad aiuti alla qualità del tabacco
In Australia per combattere il tabagismo oltre ad altre norme restrittive è stata vietata la coltivazione del tabacco.